# Hoplostethus atlanticus
Cá tráp cam (Danh pháp khoa học: Hoplostethus atlanticus) là một loài cá biển trong họ Trachichthyidaetrong tiếng Anh nó còn được gọi là Orange Roughy. Loài cá Hoplostethus atlanticus bị cạn kiệt về số lượng do nạn khai thác quá mức. Các chuyên gia nói rằng phải mất nhiều thập kỉ mới khôi phục được số lượng loài này lại như cũ.

## Khai thác
Loài cá biển sâu ngày càng là những món đặc sản bị khai thác nặng nề, chủ yếu là do con người thiếu cá ngừ để bắt và ăn vì thế hiện naybuộc phải ăn những phiên bản cá đột biến kỳ dị. Nó không phải là con cá bình thường đã bị tra tấn bằng cách lột da khi còn sống. Chúng ta ăn thịt của con cá này, nhưng khi chúng còn sống, đó là một trong những con cá bị săn đuổi nhất. Các đầu bếp thích Orange Roughy, giống như những loài cá biển sâu khác, ít nhất là 100 tuổi vì vòng đời của nó rất nhậm. 